# Camoensia
Camoensia é um género botânico pertencente à família Fabaceae.